# Diacono Frost
Diacono Frost (Deacon Frost) è un personaggio immaginario che appare nei fumetti americani pubblicati dalla Marvel Comics. Appare in Tomb of Dracula ed è un nemico di Blade. Nei fumetti, Diacono Frost era raffigurato come un signore alto, dai capelli bianchi, di mezza età con gli occhi rossi, e con indosso abiti dell'epoca della Germania del 1860. Il suo doppelgänger sfoggiava un accento e un abbigliamento che suggerivano un predicatore del sud.
Il personaggio è apparso nel film del 1998 Blade, interpretato da Stephen Dorff.

## Biografia del personaggio
Frost è un dottore in cerca dell'immortalità. Volendo osservare cosa sarebbe successo iniettando sangue di un vampiro in un corpo umano, Frost proverà a farlo su una giovane fanciulla, che sarà però salvata dal suo fidanzato, e così sarà proprio Frost ad ottenere poteri vampirici.
Nel corso degli anni Frost compirà numerosi crimini, cercando di regnare sulla razza dei vampiri, fino a quando morderà la giovane Vanessa Brooks, sul punto di partorire un bambino. Il morso di Frost donerà al bambino particolari poteri, che lo muteranno nel cacciatore di vampiri Blade.
La missione iniziale di Blade è vendicarsi dell'omicidio di sua madre. Fu sempre Frost a trasformare Hannibal King in un vampiro. Blade e King (mentre inizialmente diffidavano l'uno dell'altro) alla fine si unirono per combattere l'esercito di doppelganger Frost. I due riuscirono a sconfiggere e apparentemente distruggere Frost nel suo nascondiglio sotterraneo, pugnalandolo due volte e lasciando che il suo corpo venisse consumato mentre il suo nascondiglio esplodeva.
Molti anni dopo, Blade incontrò un vampiro che si faceva chiamare Frost. Questo vampiro aveva un aspetto e una personalità diversi dall'originale e in seguito fu identificato come un doppelgänger. Il doppelgänger ha tentato di evocare un potente demone, solo per essere divorato dalla creatura. In una storia successiva Frost ha confermato che l'incontro precedente era davvero un impostore (come sospettava Blade) creato usando la scienza e la magia. Blade e King, con l'aiuto di Fratello Voodoo, sventarono il tentativo di Frost di ottenere il controllo delle Garwood Industries attraverso Donna Garth (figlia di Simon Garth). Frost è sfuggito a questo incontro giurando vendetta.
Più recentemente, Frost è apparso alla convocazione di Dracula per difendere il Signore dei Vampiri mentre si sottoponeva a un rituale magico, solo per essere impalettato da Blade.

## Poteri e abilità
Oltre ai classici poteri da vampiro, Frost possiede la capacità di creare un clone delle persone che vampirizza.

## Altri media

### Cinema
- Diacono Frost è l'antagonista principale del film Blade (1998), interpretato da Stephen Dorff. Rispetto alla controparte cartacea, viene rappresentato più giovane e con un look più aggiornato per gli anni '90, pur mantenendo le sue ambizioni iniziali. Il suo obiettivo principale è diventare il dio vampiro La Magra e liberare il mondo dagli umani, credendo che appartenga ai vampiri. Prima uccide i leader della Casa di Erebus come parte del rituale, e in seguito diviene un tutt'uno con La Magra, nonostante gli sforzi congiunti di Blade e di Karen Jenson. Coinvolge Blade in una battaglia con la spada, e nonostante quest'ultimo riesca a prendere il sopravvento tagliandogli il braccio destro e poi in due parti, non gli procura alcun danno, poiché è divenuto immortale. Dopo uno scontro violento, Frost viene infine ucciso dall'uso dei dardi EDTA di Blade, che lo fanno esplodere.
- Diacono Frost è stato menzionato in Blade II come non ben voluto nella comunità dei vampiri; Il signore della guerra dei vampiri Eli Damaskinos e il "familiare"/avvocato Karl Kounen hanno detto che Blade "effettivamente gli ha fatto un favore" con la morte di Frost.
- Stephen Dorff ha dichiarato a Wordpass.com nel 2009 che c'era una trilogia prequel del suo personaggio in fase di sviluppo, e che Stephen Norrington sarebbe stato coinvolto nel progetto. Tuttavia, nel 2012 i diritti per Blade sono tornati ai Marvel Studios.

### Televisione
Diacono Frost è l'antagonista principale della tenebrosa serie animata anime Blade, a fianco di una misteriosa organizzazione criminale di vampiri chiamata "Existence".

### Videogiochi
Diacono Frost appare come l'antagonista principale del tavolo Blade in Marvel Pinball.